# Ait Taguella
Ait Taguella  (in arabo أيت تكلا‎?) è un centro abitato e comune rurale del Marocco situato nella provincia di Azilal, regione di Béni Mellal-Khénifra. Conta una popolazione di 8 268 abitanti (censimento 2014).